# テレビ朝日系列金曜夜7時台枠のアニメ
テレビ朝日系列金曜夜7時台枠のアニメ（テレビあさひけいれつきんようよるしちじだいわくのアニメ）は、2019年9月まで、NET→テレビ朝日系列で金曜19:00 - 19:54（JST）に放送されたアニメの作品一覧である。
なお後半枠の前身のドラマに関しては、

## 概要
1996年に『クレヨンしんちゃん』が後半枠に移動してからは前半・後半枠共にシンエイ動画が担当。廃止時点で放送されていた2番組はいずれも20年以上の長寿番組であり、特に前半枠は子供向け番組が46年半（特撮含めた場合は47年半）も続いていた。
2018年10月以降は、テレビ朝日のみならず、民放5局唯一のゴールデンタイム帯アニメ枠であり、2016年4月改編からは唯一の「テレビ朝日制作枠」かつ「またぎ編成でないゴールデンタイム帯アニメ枠」となっていた。
スポーツ中継などの特別番組が組まれた場合、予定の変更や休止となることがあった。
2019年10月期改編により、21時枠から『ザワつく!金曜日』が当枠に移動したため、『ドラえもん』『クレヨンしんちゃん』が放送順序を入れ替え、それぞれ土曜日16:30 - 17:30の新アニメ枠に移動し、本枠は廃止。これをもって、ゴールデンタイム帯における民放5局全てのアニメ枠、および全局を通じての同時間帯での新作アニメ枠は、レギュラーとしては完全消滅となったが、約1年後の2020年10月9日にテレビ東京系列の『ポケットモンスター（第7シリーズ）』が金曜18:55 - 19:25枠に移動することにより1年ぶりに復活となる。また、2021年4月から2022年3月までは金曜19:25 - 19:55枠に『新幹線変形ロボ シンカリオンZ』を放送しており、金曜19時台のアニメ枠は再び2枠となっていた。
その後、2020年4月改編ではBSデジタル放送のBS朝日で金曜夜7時台に『ドラえもん』『クレヨンしんちゃん』が廃枠時点の本枠とほぼ同様の編成で放送を開始。テレビ朝日系列の本放送枠から6日遅れで放送していたが、2023年9月29日放送分をもって終了した。

### 前半枠
1972年の特撮時代劇『変身忍者 嵐』(毎日放送（MBS）制作）から子供向け番組を開始。
次番組の藤子作品『ジャングル黒べえ』が当枠最初のアニメである。1975年4月の腸捻転解消後はNETに制作局が移動。1976年10月1日開始の『キャンディ・キャンディ』が大ヒットして以降は少女向けアニメ路線が続いた。
1981年10月2日から、それまで月〜土の夕方や日曜の朝に放送された『ドラえもん』がこの枠に登場し大ヒット。『ニュースシャトルANN』設置による10分繰上げ→『ニュースシャトル』枠移動（19:20から18:00へ）で元枠に戻る→2005年の声優陣一新によるリニューアルを経て、2019年9月まで放送された国民的人気アニメとなった。そして先述の通り『ザワつく!金曜日』の枠移動に伴い、『ジャングル黒べえ』以来46年7ヶ月続いた前半枠アニメは終了、奇しくも最初と最後が藤子アニメという結果になった。
なお直前に放送されている報道番組『スーパーJチャンネル』と平日19:00番組との接続は、2015年6月より月曜のみでステブレレスに変更、そして2018年4月3日より火・水・木もステブレレスに変更。本枠は引き続きクロスプログラム・ステブレ入りを継続していたが、アニメ枠が廃枠した2019年10月以降は、金曜もステブレレスに変更した。

### 後半枠
1967年1月6日に『レインボー戦隊ロビン』が土曜20:00枠から移動。その後は海外アニメや『サイボーグ009』（第1作）を放送し、1969年4月4日開始の『もーれつア太郎』（第1作）が大ヒットした。
その後は特撮番組やファミリードラマが主流となり、アニメは月曜から移動した海外作品『ドボチョン一家の幽霊旅行』、『ドラえもん』の設置で移動した『ハロー!サンディベル』、そして『宇宙船サジタリウス』の3本のみであったが、1996年4月12日に『クレヨンしんちゃん』が、月曜19:00枠から移動。その後、『ミュージックステーション』のフライングスタート（現在は元枠に）による6分縮小→『あたしンち』設置で土曜19:00に移動→『ドスペ!』（土曜19:00 - 20:54）設置で元枠へと変遷を繰り返しながら2019年9月まで放送、『ドラえもん』と並ぶ国民的アニメとなった。先述の通り、2019年9月13日の『クレヨンしんちゃん』を以てテレビ朝日系列のゴールデンタイム帯のアニメ枠は消滅し、50年以上続いた日本の民放テレビ局のゴールデンタイム帯における新作テレビアニメシリーズも一度途切れることになった。

### スペシャル枠
2012年から2019年まで毎年春（3月上旬・4月上旬）に金曜19:00 - 21:48枠にて、『ドラえもん・クレヨンしんちゃん 春だ!映画だ!3時間アニメ祭り』（ドラえもん・クレヨンしんちゃん はるだ!えいがだ! 3じかんアニメまつり）のタイトルで、『ドラえもん』と『クレヨンしんちゃん』のオムニバス形式によるスペシャルアニメ番組が放送されていた。
同枠は、元々は2012年に『ドラえもん』の誕生100年前と『クレヨンしんちゃん』の放送20周年を記念して、『ダブルアニバーサリー 春のアニメ祭り』のタイトルで放送された。それが好評だったため、2013年以降もこのタイトルで毎年恒例で放送されるようになった。2014年以降はその年の『映画ドラえもん』の公開前日に放送されていた。
第1部と第2部という構成になっており、第1部（19:00 - 19:30過ぎ)は『クレヨンしんちゃん』の拡大版、第2部（19:30過ぎ - 21:48）は前年公開された『映画ドラえもん』を放送していた。
2015年以降は4月にも第2弾として放送されていた（主に4月の第1金曜日もしくは第2金曜日）。そこでは3月とは逆に、第1部（上記に同じ）では『ドラえもん』の拡大版、第2部（上記に同じ）に昨年公開された『映画クレヨンしんちゃん』を放送していた。しかし2019年は後述の通り、3月だけの放送となっていた。
いずれの時期でも、通常放送で行われているデータ放送ゲームコーナー（現在は『ドラえもん』の「ドラガオじゃんけん」と『クレヨンしんちゃん』の「スカッとカスカベスカッシュ!」）は当番組でも各アニメ終了前に行われていた。
前述した通り、2019年秋の改編で土曜夕方に移動したため、当番組の今後が注目されたが、2020年2月29日（土曜）の18:56 - 20:54に前年公開の『ドラえもん のび太の月面探査記』が単独放送のため、同枠は2019年放送を以て終了となった。

## 放送作品一覧

### 前半枠
| タイトル                                       | 放映期間                       | 放送時間                | 備考                                                                          |
| ---------------------------------------------- | ------------------------------ | ----------------------- | ----------------------------------------------------------------------------- |
| ジャングル黒べえ                               | 1973年3月2日 - 9月28日         | 19:00 - 19:30 （第1期） | ここから毎日放送（MBS）制作。                                                 |
| エースをねらえ!                                | 1973年10月5日 - 1974年3月29日  | 19:00 - 19:30 （第1期） |                                                                               |
| 昆虫物語 新みなしごハッチ                      | 1974年4月5日 - 9月27日         | 19:00 - 19:30 （第1期） |                                                                               |
| ジムボタン                                     | 1974年10月4日 - 1975年3月28日  | 19:00 - 19:30 （第1期） | ここまで毎日放送制作。                                                        |
| 勇者ライディーン                               | 1975年4月4日 - 1976年3月26日   | 19:00 - 19:30 （第1期） | ここからNET→テレビ朝日制作。同時に関西地区のネット局が朝日放送（ABC）に移行。 |
| マシンハヤブサ                                 | 1976年4月2日 - 9月17日         | 19:00 - 19:30 （第1期） |                                                                               |
| キャンディ・キャンディ                         | 1976年10月1日 - 1979年2月2日   | 19:00 - 19:30 （第1期） | 継続中の1977年4月1日にテレビ朝日へ社名変更。                                  |
| 花の子ルンルン                                 | 1979年2月9日 - 1980年2月8日    | 19:00 - 19:30 （第1期） |                                                                               |
| 魔法少女ララベル                               | 1980年2月15日 - 1981年2月27日  | 19:00 - 19:30 （第1期） |                                                                               |
| ハロー!サンディベル                            | 1981年3月6日 - 9月18日         | 19:00 - 19:30 （第1期） | 同年10月2日以降は19:30に移動。                                                |
| ドラえもん （第2作第1期）                      | 1981年10月2日 - 1987年10月9日  | 19:00 - 19:30 （第1期） | 月-土18:50および日曜9:30より移動。                                            |
| ドラえもん （第2作第1期）                      | 1987年10月23日 - 1989年3月31日 | 18:50 - 19:20           | 『ニュースシャトルANN』設置で10分繰り上げ。                                   |
| ドラえもん （第2作第1期）                      | 1989年4月14日 - 2005年3月18日  | 19:00 - 19:30 （第2期） | 『ニュースシャトルANN』移動に伴い10分繰り下げ。                               |
| ドラえもん （第2作第2期）                      | 2005年4月15日 - 2019年9月6日   | 19:00 - 19:30 （第2期） | 声優を一新して大幅リニューアル。2019年10月より土曜17:00に移動。               |
| ※アニメ枠廃止、本アニメ枠は土曜17:00枠へ移動。 |                                |                         |                                                                               |

### 後半枠
| タイトル                                       | 放映期間                       | 放送時間      | 備考                                                                                          |
| ---------------------------------------------- | ------------------------------ | ------------- | --------------------------------------------------------------------------------------------- |
| レインボー戦隊ロビン                           | 1967年1月6日 - 3月24日         | 19:30 - 20:00 | 土曜20:00より移動。                                                                           |
| 宇宙怪人ゴースト                               | 1967年4月7日 - 9月1日          | 19:30 - 20:00 | ここから海外作品。                                                                            |
| スーパースリー                                 | 1967年9月8日 - 1968年1月5日    | 19:30 - 20:00 |                                                                                               |
| 大魔王シャザーン                               | 1968年1月12日 - 3月29日        | 19:30 - 20:00 | 月曜19:30に移動。ここまで海外作品。                                                           |
| サイボーグ009（第1作）                         | 1968年4月5日 - 9月27日         | 19:30 - 20:00 |                                                                                               |
| ※アニメ枠中断                                  |                                |               |                                                                                               |
| もーれつア太郎（第1作）                        | 1969年4月4日 - 1970年12月25日  | 19:30 - 20:00 |                                                                                               |
| ※アニメ枠中断                                  |                                |               |                                                                                               |
| ドボチョン一家の幽霊旅行                       | 1972年8月11日 - 9月29日        | 19:30 - 20:00 | 月曜19:30より移動。海外作品。                                                                 |
| ※アニメ枠中断                                  |                                |               |                                                                                               |
| ハロー!サンディベル                            | 1981年10月2日 - 1982年2月26日  | 19:30 - 20:00 | 19:00より移動。                                                                               |
| ※アニメ枠中断                                  |                                |               |                                                                                               |
| 宇宙船サジタリウス                             | 1986年1月10日 - 1987年10月2日  | 19:30 - 20:00 | 翌10月3日に土曜19:30で最終回を放送。                                                          |
| ※アニメ枠中断                                  |                                |               |                                                                                               |
| クレヨンしんちゃん                             | 1996年4月12日 - 2000年3月17日  | 19:30 - 20:00 | 月曜19:00より移動。                                                                           |
| クレヨンしんちゃん                             | 2000年4月14日 - 2002年3月22日  | 19:30 - 19:54 | 『ミュージックステーション』のフライングスタートにより6分縮小。2002年4月より土曜19:00に移動。 |
| あたしンち                                     | 2002年4月19日 - 2004年9月24日  | 19:30 - 19:54 | 土曜11:15に移動（ローカルセールスに降格）。                                                   |
| クレヨンしんちゃん                             | 2004年10月22日 - 2019年9月13日 | 19:30 - 19:54 | 土曜19:00より移動。2019年10月より土曜16:30に移動。                                            |
| ※アニメ枠廃止、本アニメ枠は土曜16:30枠へ移動。 |                                |               |                                                                                               |